# Maihueniopsis
Maihueniopsis es un género de cactus de la familia Cactaceae). Comprende 90 especies descritas y de estas, solo 13 aceptadas.

## Taxonomía
El género fue descrito por Carlo Luigi Spegazzini y publicado en Anales de la Sociedad Científica Argentina 99: 86. 1925.
Etimología
Maihueniopsis: nombre genérico que deriva de la  palabra griega: opsis, "similar", refiriéndose a su parecido con  Maihuenia.

## Especies aceptadas
A continuación se brinda un listado de las especies del género Maihueniopsis aceptadas hasta abril de 2015, ordenadas alfabéticamente. Para cada una se indica el nombre binomial seguido del autor, abreviado según las convenciones y usos.	
- Maihueniopsis archiconoidea F.Ritter
- Maihueniopsis atacamensis (Phil.) F.Ritter
- Maihueniopsis bonnieae (D.J.Ferguson & R.Kiesling) E.F.Anderson
- Maihueniopsis camachoi (Espinosa) F.Ritter
- Maihueniopsis clavarioides (Otto ex Pfeiff.) E.F.Anderson
- Maihueniopsis colorea (F.Ritter) F.Ritter
- Maihueniopsis crassispina F.Ritter
- Maihueniopsis darwinii (Hensl.) F.Ritter
- Maihueniopsis domeykoensis F.Ritter
- Maihueniopsis glomerata (Haw.) R.Kiesling
- Maihueniopsis grandiflora F.Ritter
- Maihueniopsis minuta (Backeb.) R.Kiesling
- Maihueniopsis nigrispina (K.Schum.) R.Kiesling
- Maihueniopsis ovata (Pfeiff.) F.Ritter
- Maihueniopsis rahmeri (Phil.) F.Ritter
- Maihueniopsis subterranea (R.E.Fr.) E.F.Anderson
- Maihueniopsis tarapacana (Phil.) F.Ritter
- Maihueniopsis wagenknechtii F.Ritter